# وانگ یئو-تزو
 وانگ یئو-تزو (انگلیسی: Wang Yeu-tzuoo؛ زاده ۸ فوریهٔ ۱۹۸۵) یک تنیس‌باز اهل تایوان است.